# Хрватски народни отпор
Хрватски народни отпор (хрв. Hrvatski narodni odpor) била је усташка терористичка емигрантска организација. Циљ ове организације је био уништење Југославије и обнављање Независне Државе Хрватске, онако како су је били замислили Анте Павелић и Миле Будак. Ову организацију је основао 1955. године усташки ратни злочинац Вјекослав Лубурић, један од управника усташког логора Јасеновац.
Док је овом организацијом руководио Лубурић, Отпор је био у додиру са нацистичким удружењима ратних ветерана у Западној Немачкој и Франковој Шпанији. Одржавао је блиске везе са ветеранима шпанске „Плаве дивизије“.
Главне активности Отпора су биле уцене, присиле, отмице, подметање бомби, убиства и покушаји убиства, те друге врсте криминала. После Лубурићеве смрти, нови руководиоци Отпора су настојали да успоставе криминалне везе са Коза ностром, Привременом ирском републиканском армијом, и хрватском мафијом у Сан Педру у Калифорнији. Програм Отпора је био базиран на ставу:
| „ | Ми видимо југословенство и Југославију као највеће и једино зло које је узрок постојећих невоља [...] Ми због тога сматрамо да је свака директна или индиректна помоћ Југославији издаја хрватскога народа [...] Наш став је јасан, рушити сваку Југославију. Рушити је с Русима и с Американцима, с комунистима и неокомунистима, рушити је са сваким који ју руши. Рушити је дијалектиком ријечи и динамита, али рушити је безувјетно, јер ако једна држава нема право опстојати - онда је то само и једино Југославија. | ” |

У складу са овим ставом, Лубурић је заговарао помирење усташа и хрватских комуниста од 1964. па до његове смрти. Идеју помирења је од Лубурића преузео Туђман 1990-их.
На чело Отпора у Западној Немачкој је, после Лубурићеве смрти, дошао усташа млађе генерације, Стјепан Биланџић. Биланџић је био осуђен на три и по године затвора у Западној Немачкој 25. јуна 1964, због учешћа у нападу на југословенско трговачко представништво у Бад Годесбергу, 29. новембра 1962. У том нападу усташе су убиле вратара представништва. Због покушаја убиства југословенског вице-конзула у Келну, Биланџић је поново затворен 25. маја 1978. Исте године у августу је група усташких терориста упала у конзулат Западне Немачке у Чикагу, где су неколико службеника и посетилаца конзулата терористи држали десет сати као таоце. Терористи су захтевали од немачких власти пуштање Биланџића на слободу под претњом да ће побити таоце ако се њиховом захтеву не удовољи. Након разговора терориста са једним хрватским римокатоличким свештеником и братом Биланџића, терористи су се предали.
Најспекаткуларнија терористичка акција Отпора је била отмица путничког авиона америчке ТВА компаније 10. септембра 1975. који је летео на линији Чикаго-Њујорк. Пет Отпорових отмичара је скренуло отети авион са путницима према Њуфаундленду, а одатле према Исланду и Паризу. Терористи су подметнули бомбу на Централ гранд стејшн у Њујорку. Након што су америчке власти удовољиле захтевима терориста, место где је подметнута бомба је било дојављено полицији. Приликом покушаја деактивирања бомбе, бомба је експлодирала и убила једног полицајца и ранила друга три. Након што су терористи сазнали да је бомба експлодирала и убила полицајца, терористи су се предали француској полицији у Паризу и били депортовани у САД. Вође отмичара ТВА авиона Звонко Бушић и његова жена Џулијен Бушић, су били осуђени у САД на доживотни затвор због пиратства и убиства полицајца маја 1977. Џулијен Бушић је помилована 1989. године. Звонко Бушић је накратко побегао из затвора 16. марта 1987, али је био брзо ухваћен и враћен у затвор, два дана касније. Џулијен Бушић је Фрањо Туђман поставио на место политичког саветника хрватског амбасадора у САД. Ово наименовање осуђеног терористе на дипломатско место у САД је изазвало протест у САД децембра 1994. Протестовали су њујоршка Patrolmen’s Benevolent Association и Кетлин Мари, удовица полицајца кога је убила бомба на Централ гранд стејшн у Њујорку 1976. године. Звонко Бушић је био помилован 2008. године и протеран у Хрватску.
Током 1980-их Отпор је извео пет бомбашких акција у САД. Бомбе су биле подметнуте (при чему није било жртава):
- у представништву Југобанке (17. марта 1980. године);
- у резиденцији тадашњег југословенског амбасадора у САД (3. јуна 1980.);
- у врховном суду државе Њујорк на Менхетну (23. јануара 1981.) о којој је претходно ова група дала обавештење полицији;
- у седишту ЈАТ-а у граду Њујорк (4. јула 1981.);
- у седишту путничке агенције у Асторији, држава Њујорк (4. јула 1982).[13]

Отпор је био забрањен у Немачкој (1980-их) због њихових терористичких активности на тлу Немачке. У северној Америци Отпор је био активан полулегално између емигрантске организације и криминалног подземља. Вође Отпора су се трудиле да дистанцирају ову организацију од активности такозваних отпадничких чланова који су отимали авионе на интернационалним линијама или били у затвору због уцена и изнуђивања. Отпор је следио радикалну националистичку идеологију која је разликовала само у нијансама од усташке идеологије.
Ова усташка организација је организовала неколико терористичких напада на Југославију међу којима су били Барешићево убиство југословенског амбасадора у Стокхолму, Владимира Роловића, експлозија бомбе у београдском биоскопу 1968, терористичка акција у подручју Крајине у време тзв. „хрватског пролећа“, те подметање бомбе у ЈАТ-ов авион 1972.
Усташки терористи Томислав Ребрина, Никола Лисац и Рудолф Прскало, чланови друге усташке организације (Хрватско револуционарно братство) су 15. септембра 1972. отели САС-ов авион (на линији Гетеборг-Стокхолм са 86 путника) и захтевали ослобођење убица Роловића, Барешића и Брајковића, и добили други авион и 500 000 шведских круна којим су одлетели у Шпанију. Шпанија је одбила екстрадицију отмичара и убица Шведској. Отмичарима је судио војни суд Прве ваздухопловне војне области у Мадриду где су сви отмичари добили по 12 година затвора. По одслужењу 3,5 година су били помиловани и било им је допуштено да се настане у Шпанији. Убице Роловића су пребачене из Мадрида у Парагвај.
Отпор је публиковао свој лист, Дрина. Ова терористичка организација се расформирала 1991. године по проглашењу Републике Хрватске.